# Гари (имбирь)
Гари (яп. ガリ) разновидность цукэмоно (маринованные овощи). Это сладкий, нарезанный тонкими ломтиками молодой имбирь, который был маринован с добавлением уксуса и сахара. Имеет острый и своеобразный вкус, который у большинства впервые пробующих ассоциируется с парфюмерией.

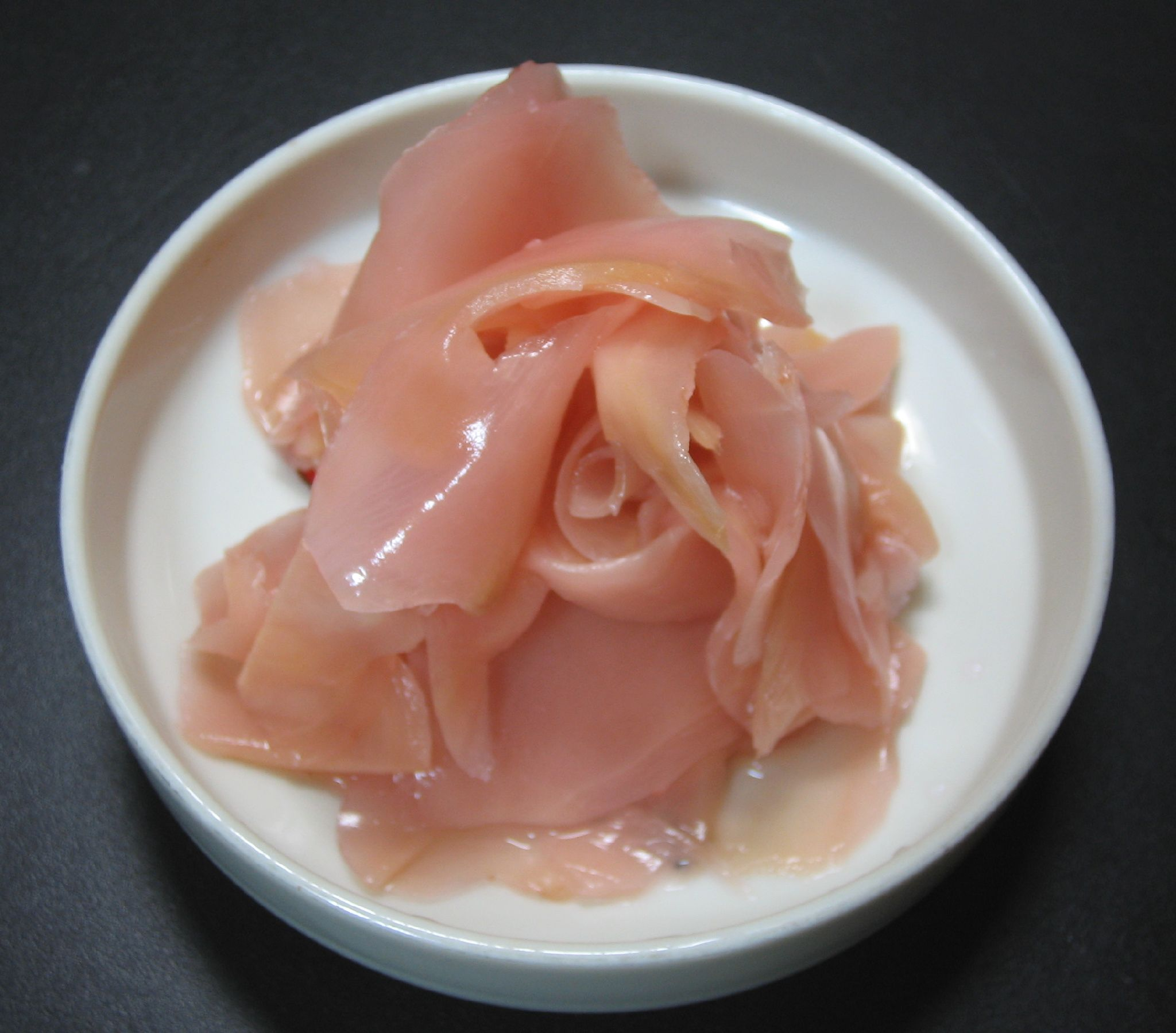
Гари

Гари обычно подают к суши вместе с васаби и соевым соусом, и иногда называют имбирь для суши. Его употребляют для того, чтобы перебить вкус (снять послевкусие) между разными суши. Не обязательно есть много имбиря, достаточно небольшого кусочка. Также кусочек имбиря можно использовать в качестве кисточки для смазывания суши соевым соусом.
При производстве гари из свежего имбиря под действием уксуса он приобретает розовый цвет даже без добавления красителей. В случае с прошлогодним имбирем цвет почти не меняется. Многие производители гари добавляют искусственный краситель (в некоторых случаях E124 и/или свекольный сок, периллу) в целях повышения продаж.
Не стоит путать гари с бэни-сёга (яп. 紅生姜 бэнисё:га, красный маринованный имбирь), который маринуется не в сладком уксусе, а в умэ-дзу, очень кислом рассоле от умэбоси, и имеет куда более выраженный красный цвет и острый вкус.